# Перейра, Элиас
Элиас Хуан Перейра (исп. Elías Juan Pereyra; родился 15 февраля 1999 года, Ла-Матанса, Буэнос-Айрес, Аргентина) — аргентинский футболист, игрок клуба «Годой-Крус». Выступал за сборную Аргентины до 20 лет. Играет на позициях левого защитника и полузащитника.

## Клубная карьера
Начал заниматься футболом в семилетнем возрасте в академии клуба «Бока Хуниорс», через год перевёлся в академию «Сан-Лоренсо». В тринадцатилетнем возрасте у Элиаса была диагностирована лейкемия, около года он проходил химиотерапию, которая дала положительный результат. После успешного лечения и длительной реабилитации смог вернуться к футболу спустя почти два года.
В конце 2017 года заключил с «Сан-Лоренсо» свой первый профессиональный контракт, действительный до июня 2021 года, а также сыграл за основной состав в товарищеском матче. Первую половину 2018 года провёл в резервной команде клуба, а летом тренер Клаудио Бьяджо перевёл его в первую команду.
19 августа 2018 года дебютировал в аргентинской Примере, выйдя в стартовом составе на матч с «Ланусом».
8 января 2020 года перешёл в португальскую «Бенфику» на правах аренды до конца сезона 2019/20. Соглашение предусматривало возможность выкупа игрока после завершения аренды. За полгода в Лиссабоне сыграл два матча за «Бенфику Б» в Сегунде и четыре игры за молодёжную команду клуба, несколько раз его привлекали к тренировкам с основным составом. По завершении аренды «Бенфика» не стала подписывать с аргентинцем полноценный контракт, и он вернулся в «Сан-Лоренсо».
В августе 2020 года в статусе свободного агента заключил трёхлетний контракт с греческим клубом «Панетоликос». 19 октября в матче против «Ламии» дебютировал в греческой Суперлиге.

## Международная карьера
В 2017 году впервые был вызван в сборную Аргентины среди игроков до 20 лет. Также за ним наблюдал главный тренер национальной сборной Аргентины Хорхе Сампаоли. В июне 2018 года отправился вместе с национальной сборной Аргентины на чемпионат мира в Россию как член группы поддержки. В июле и августе вместе с молодёжной сборной играл на международном турнире в Алькудии, который аргентинцы выиграли. На турнире выходил в стартовом составе на пять из шести матчей своей команды. В декабре 2018 года был включён тренером Фернандо Батистой в заявку сборной на чемпионат Южной Америки среди молодёжных команд 2019 года. На турнире провёл четыре матча и помог своей сборной занять второе место. На турнире сыграл в матчах против Перу, Венесуэлы, Бразилии и Уругвая.

## Статистика
| Выступление      | Выступление      | Выступление      | Лига | Лига | Кубок | Кубок | Континент | Континент | Итого | Итого |
| Клуб             | Лига             | Сезон            | Игры | Голы | Игры  | Голы  | Игры      | Голы      | Игры  | Голы  |
| ---------------- | ---------------- | ---------------- | ---- | ---- | ----- | ----- | --------- | --------- | ----- | ----- |
| Сан-Лоренсо      | I                | 2017/18          | —    | —    | 1     | 0     | 1         | 0         | 2     | 0     |
| Сан-Лоренсо      | I                | 2018/19          | 10   | 0    | 0     | 0     | 0         | 0         | 10    | 0     |
| Сан-Лоренсо      | I                | 2019/20          | 1    | 0    | 0     | 0     | 0         | 0         | 1     | 0     |
| Сан-Лоренсо      | Итого            | Итого            | 10   | 0    | 1     | 0     | 1         | 0         | 12    | 0     |
| Бенфика B        | II               | 2019/20          | 2    | 0    | —     | —     | —         | —         | 2     | 0     |
| Панетоликос      | I                | 2020/21          | 14   | 0    | 1     | 0     | —         | —         | 15    | 0     |
| Всего за карьеру | Всего за карьеру | Всего за карьеру | 27   | 0    | 2     | 0     | 1         | 0         | 30    | 0     |

1. ↑  Южноамериканский кубок.